# Фестивал "Златни опанак"
Фестивал ,,Златни опанак" је фестивалска манифестација која се одвија у Ваљеву од 2004. године и која за циљ има представљање различитих традиционалних игара. 

## О Фестивалу
На фестивалу учествовује велики број представника, кад се људи зброје ту је око 10.000 учесника из Србије, Републике Српске, Македоније, Словеније, Босне и Херцеговине, Црне Горе, Хрватске, Грчке, Румуније, Италије, Немачке и других држава. Председник Друштва за очување и неговање националног фолклора у Ваљеву је Тијосав Нинковић који је и организатор. Циљ фестивала ,,Златни опанак" је приближавање омладини изворне народне музике, игре и песме. Најуспјешнији ансамбли, али и појединачни учесници биће награђени златним, сребрним и бронзаним опанком.